# Necro
Ron Raphael Brunstein, conocido artísticamente como Necro, es un rapero y productor de rap de Brooklyn, Nueva York, nacido el 7 de junio de 1976, conocido en la comunidad del hip hop hardcore por sus excepcionales y explícitas letras, mezclando elementos del death metal con el horrorcore. 
Necro es un artista del hardcore hip hop que apuesta por la música extrema. Es reconocido en el mundo por su trabajo como productor de rap, director de películas y como dueño de /CEO de Psyco+Logical-Records. 
Necro nació y se crio en Brooklyn, NY, donde ha vivido toda su vida. Ha escrito y grabado música desde antes de la década de 1990, tocando la guitarra en bandas de metal hasta 2000. Cuando tenía 13 años, cambio sus intereses hacia el hip hop. Empezó recibiendo reconocimientos por su música en 1991, cuando ganó un concurso de demos en la Stretch and Bobbito Radio Show en NYC. Sus apariciones en shows como radio show sobre los siguientes años empezó a construir para Necro una base de seguidores antes de realizar su primera grabación. Desde 1996, Necro tuvo lanzamientos de sencillos en el top 5 de universidades, incluyendo su nueva de 12" pulgadas, "Bury You With Satan", el cual se extendió hasta el número 1 de la clasificación en 2 del top.
El segundo CD de Necro, Gory Days, que se vendió rápidamente un tiempo después de lanzarse al mercado, contenía 14 canciones de extremas y gráficas rimas sobre sí mismo, y continuó produciendo hip hop. También, Necro, produjo 7 canciones para el álbum de debut de Non Phixion, terminándose en abril y teniendo muchos proyectos de trabajo.
Necro estuvo llevando a cabo representaciones desde los 11 años. Se ve influenciado por varios artistas, entre los que se encuentran son: Run-DMC, Beatnuts, Iron Maiden, Black Sabbath, Kool Keith, Napalm Death, Biohazard, Esham, y Crudi. Él tuvo los encabezados en los shows sold-out en todo NYC's con grandes tamaños en sitios como Brownie's, Wetlands, The Knitting Factory & SOB's. una actuación liderada por Necro atrajo un promedio de 300-500 personas en ciudades tales como Nueva York, Londres, Chicago, Toronto, Providence, etc. A través de los U.S., Necro pudo atraer 100-500 personas dependiendo el estado y región. La vida de Necro continúa creciendo atractivamente especialmente en la ciudad de Nueva York, donde sus shows tienen crecimiento turbulento con el nivel de audiencia e iniciando nuevas peleas.
Los fanes de Necro alrededor del mundo le siguen la traza por Internet y esto es evidente por las más de 100 millones de visitas que él ha recibido en su sitio web. Cada día, el sitio web recibe 10 000 usuarios con muchas sesiones y el número crece cada semana, con una cuenta comerciante en línea, www.necrohiphop.com tuvo que recibir órdenes de compra por Psyco+Logical-Records y mercancías de Necro Films de sitios diversos como Sudáfrica, Australia, Alemania, Japón, Reino Unido e Islandia. La compañía de vídeos de Necro tuvo ya el lanzamiento de 3 vídeos en directo realizados ("187 Reasonz Y", "The Devil Made Me Do It" y el vídeo musical de "The I Need Drugs"), todo el cual tuvo ventas sobre las 5000 copias cada una. Y recibió aclamaciones en publicaciones tales como la revista The Source y Vibe.

## Discografía

### Álbumes
- I Need Drugs (2000)
- Gory Days (2002)
- The Pre-Fix For Death (2004)
- The Sexorcist (2005)
- Death Rap (2007)
- Die! (2010)
- The Notorious Goriest (2018)

### Sampler
- Brutality Pt. 1 (2003)
- Street Villains Vol. 1 (2003)
- Street Villains Vol. 2 (2005)

### Colaboraciones
Circle Of Tyrants (Necro, Ill Bill, Goretex + Mr. Hyde)
- The Circle Of Tyrants (2005)

Secret Society (Necro + Non Phixion)
- Secret Society (2005)

### Producciones
1. Necro — "The Most Sadistic" b/w "You're Dead" and "You're Fxxxing Head Split" released on Psycho+Logical-Records/Landspeed — 2000 #4 on Gavin-#4 on Hits.
2. Ill Bill — Gangsta Rap b/w "How To Kill To Cop" released on Psycho+Logical-Records/Landspeed — 2000 #3 on Gavin-#4 on Hits.
3. Al Tariq — "Feel This Shit" b/w "Black Nasty Motherfxxxer" released on Psycho+Logical-Records/Landspeed — 2000 #5 on Gavin-#4 on Hits.
4. Non-Phixion — "Black Helicopters" b/w "They Got" released on Uncle Howie/Matador — 2000
5. Missing Linx — "What It Is" from the "Exhibit A" EP released on Stimulated/Loud — 2000
6. Missing Linx — "Loc'd" released on Ink/Fat Beats — 1998
7. Non-Phixion — "I Shot Reagan" b/w "Refuse To Lose" and "This Is Not An Exercise" released on Uncle Howie/Fat Beats — 1998
8. Necro — "Self-titled EP" released on Uncle Howie/Fat Beats — 1998
9. Non-Phixion — "Five Boros" released on Searchlite/Fat Beats — 1997
10. Necro — "Get On Your Knees" b/w "Underground" released on Fat Beats — 1997
11. Cage — "Agent Orange" b/w "Radiohead" released on Fondle 'em — 1997
12. Non-Phixion — "No Tomorrow" released on Searchlite/Fat Beats — 1996
13. Non-Phixion — Seven tracks — due out 2001

### Videos
1. "I Need Drugs" music vídeo – (shot on High 8 in color and edited on an Avid b/w a live performance at Brownies and 4 freestyle acting skits) — 2000
2. "The Devil Made Me Do It" – (shot on 16 mm film in color b/w Fleabag A Shmuck and A Cunt (4 2 Dollars) shot on 16 mm black and white reversal film "Get Me That Bread" (Freestyle skit)) — 1998
3. "187 Reasonz Y – (shot on super 8 mm in black and white) — 1997